# Démographie de l'Île-de-France
Avec près de 178 000 naissances (plus de 23 % des naissances en métropole) et une population de 12 millions de personnes en 2016, l'Île-de-France est une des régions d'Europe démographiquement les plus dynamiques. À titre de comparaison, le nombre des naissances est supérieur à celui des Pays-Bas dont la population dépasse les dix-sept millions, et correspond à la moitié du chiffre enregistré dans une Pologne de plus de 38 millions d'habitants.
Selon une étude de l'Insee publiée en 2012, 43 % des Franciliens âgés de 18 à 50 ans en 2008 ont un lien direct avec la migration vers la métropole, sur deux générations, au sens d’être immigrés, descendants d’immigrés, natifs d’un département d’Outre-Mer (DOM) ou descendants de natifs de DOM,. Parmi ces 43 %, 11 % sont d'origine européenne et 32 % d'origine non européenne (14 % du Maghreb, 7 % d'Afrique Subsaharienne, 4 % des DOM, 3 % d'Asie, 3 % d'autres régions).
53,1 % des enfants nés en Île-de-France en 2016, soit 94 443 sur 177 983, ont au moins un parent né à l'étranger (quelle que soit sa nationalité) ou dans un DOM ou une collectivité d'outre-mer, soit la plus forte proportion devant la région Provence-Alpes-Côte d'Azur (35,3 %) et l'Alsace (33,7 %).

## Évolution de la population

### Historique
| 1801      | 1851      | 1861      | 1872      | 1876      | 1881      | 1886      | 1891      | 1896      |
| --------- | --------- | --------- | --------- | --------- | --------- | --------- | --------- | --------- |
| 1 353 000 | 2 239 925 | 2 819 275 | 3 141 960 | 3 316 387 | 3 726 318 | 3 934 522 | 4 126 870 | 4 365 879 |

| 1901      | 1906      | 1911      | 1921      | 1926      | 1931      | 1936      | 1946      | 1954      |
| --------- | --------- | --------- | --------- | --------- | --------- | --------- | --------- | --------- |
| 4 735 799 | 4 960 529 | 5 335 595 | 5 682 768 | 6 146 374 | 6 705 746 | 6 785 913 | 6 597 930 | 7 317 228 |

| 1962      | 1968      | 1975      | 1982       | 1990       | 1999       | 2006       | 2011       | 2016       |
| --------- | --------- | --------- | ---------- | ---------- | ---------- | ---------- | ---------- | ---------- |
| 8 470 015 | 9 248 631 | 9 878 565 | 10 073 059 | 10 660 554 | 10 951 136 | 11 532 398 | 11 852 851 | 12 117 132 |

| 2021       | 2022       | - | - | - | - | - | - | - |
| ---------- | ---------- | - | - | - | - | - | - | - |
| 12 317 279 | 12 380 964 | - | - | - | - | - | - | - |

Note : les points de population sont représentés plus fins à partir de 2004 pour éviter qu'ils ne se touchent.
Tout au long du XIXe siècle la région d'Île-de-France connut une croissance spectaculaire de sa population, liée surtout à l'attraction qu'exerçait la ville de Paris sur les provinces.
En 1911, Paris dont la population constituait déjà l'essentiel de celle de l'Île-de-France (2 833 351 sur 5 182 151), était la troisième ville la plus peuplée du monde (après Londres 7.160.441 et New York 4.766.883, et avant Vienne 2.083.630 et Berlin 2.071.257).
Entre la première Guerre mondiale et 1945, la population de l'Île-de-France ralentit quelque peu, à la suite des guerres, mais se maintint malgré la dénatalité qui sévissait dans le pays.
De 1946 à 1975, la population de la région fit un bond de près de 50 %. Les vingt-cinq années suivantes se caractérisent par une croissance nettement moindre, liée avant tout à une émigration importante vers d'autres régions de France (régions atlantiques et méridionales), et cela malgré un dynamisme des naissances et une fécondité devenue supérieure à la moyenne du pays, et malgré l'apport d'un courant migratoire positif en provenance de l'étranger. Depuis la fin des années 1990 cependant, il semble que l'on assiste à une nouvelle période de croissance soutenue.
En 2014, l'Île-de-France représente 18,2 % de la population française, un chiffre stable depuis 1999.

### Évolution récente par département
| Année | Population au 1er janvier | Population au 1er janvier | Population au 1er janvier | Population au 1er janvier | Population au 1er janvier | Population au 1er janvier | Population au 1er janvier | Population au 1er janvier | Population au 1er janvier |
| Année | Paris                     | Seine-et-Marne            | Yvelines                  | Essonne                   | Hauts-de-Seine            | Seine-Saint-Denis         | Val-de-Marne              | Val-d'Oise                | Île-de-France             |
| ----- | ------------------------- | ------------------------- | ------------------------- | ------------------------- | ------------------------- | ------------------------- | ------------------------- | ------------------------- | ------------------------- |
| 1968  | 2 590 771                 | 604 340                   | 854 382                   | 673 325                   | 1 461 619                 | 1 249 606                 | 1 121 319                 | 693 269                   | 9 248 931                 |
| 1975  | 2 299 830                 | 755 762                   | 1 082 296                 | 923 061                   | 1 438 930                 | 1 322 127                 | 1 215 674                 | 840 885                   | 9 878 565                 |
| 1982  | 2 176 243                 | 887 112                   | 1 196 111                 | 987 988                   | 1 387 039                 | 1 324 301                 | 1 193 655                 | 920 598                   | 10 073 059                |
| 1990  | 2 150 147                 | 1 077 206                 | 1 305 076                 | 1 083 245                 | 1 389 416                 | 1 378 576                 | 1 213 446                 | 1 047 553                 | 10 644 665                |
| 1991  | 2 145 912                 | 1 095 235                 | 1 314 925                 | 1 093 658                 | 1 392 369                 | 1 380 953                 | 1 215 154                 | 1 057 350                 | 10 695 556                |
| 1992  | 2 139 928                 | 1 115 222                 | 1 326 185                 | 1 105 974                 | 1 394 910                 | 1 384 908                 | 1 218 450                 | 1 067 699                 | 10 753 276                |
| 1993  | 2 132 475                 | 1 131 179                 | 1 333 814                 | 1 115 400                 | 1 395 461                 | 1 387 427                 | 1 221 158                 | 1 076 500                 | 10 793 414                |
| 1994  | 2 129 856                 | 1 146 990                 | 1 340 268                 | 1 122 103                 | 1 399 157                 | 1 389 787                 | 1 222 214                 | 1 082 848                 | 10 833 223                |
| 1995  | 2 120 545                 | 1 159 421                 | 1 345 471                 | 1 127 647                 | 1 403 081                 | 1 389 976                 | 1 221 918                 | 1 090 916                 | 10 858 975                |
| 1996  | 2 116 512                 | 1 169 827                 | 1 350 539                 | 1 131 399                 | 1 406 949                 | 1 389 668                 | 1 221 145                 | 1 097 809                 | 10 883 848                |
| 1997  | 2 110 869                 | 1 176 289                 | 1 353 180                 | 1 131 514                 | 1 412 292                 | 1 388 804                 | 1 222 429                 | 1 100 050                 | 10 895 427                |
| 1998  | 2 111 315                 | 1 182 543                 | 1 353 723                 | 1 133 653                 | 1 419 110                 | 1 386 023                 | 1 225 473                 | 1 100 782                 | 10 912 622                |
| 1999  | 2 123 686                 | 1 191 775                 | 1 353 945                 | 1 133 836                 | 1 427 888                 | 1 383 319                 | 1 227 030                 | 1 104 533                 | 10 946 012                |
| 2000  | 2 130 437                 | 1 202 569                 | 1 360 971                 | 1 142 510                 | 1 441 711                 | 1 394 625                 | 1 235 568                 | 1 111 855                 | 11 020 246                |
| 2001  | 2 137 419                 | 1 214 608                 | 1 368 823                 | 1 151 770                 | 1 457 006                 | 1 406 808                 | 1 244 604                 | 1 119 485                 | 11 100 523                |
| 2002  | 2 142 059                 | 1 226 491                 | 1 375 717                 | 1 160 796                 | 1 472 021                 | 1 419 219                 | 1 252 769                 | 1 126 936                 | 11 176 008                |
| 2003  | 2 146 938                 | 1 238 621                 | 1 382 095                 | 1 169 826                 | 1 486 724                 | 1 431 491                 | 1 261 180                 | 1 133 742                 | 11 250 617                |
| 2004  | 2 149 006                 | 1 250 483                 | 1 388 235                 | 1 178 354                 | 1 501 171                 | 1 443 186                 | 1 268 947                 | 1 140 590                 | 11 319 972                |
| 2005  | 2 153 602                 | 1 260 467                 | 1 394 843                 | 1 187 807                 | 1 516 650                 | 1 459 074                 | 1 278 892                 | 1 147 984                 | 11 399 319                |
| 2006  | 2 181 371                 | 1 273 488                 | 1 395 804                 | 1 198 273                 | 1 536 100                 | 1 491 970                 | 1 298 340                 | 1 157 052                 | 11 532 398                |
| 2007  | 2 193 030                 | 1 289 524                 | 1 403 957                 | 1 201 994                 | 1 544 411                 | 1 502 340                 | 1 302 889                 | 1 160 721                 | 11 598 866                |
| 2008  | 2 211 297                 | 1 303 702                 | 1 406 053                 | 1 205 850                 | 1 549 619                 | 1 506 466                 | 1 310 876                 | 1 165 397                 | 11 659 260                |
| 2009  | 2 234 105                 | 1 313 414                 | 1 407 560                 | 1 208 004                 | 1 561 745                 | 1 515 983                 | 1 318 537                 | 1 168 392                 | 11 728 240                |
| 2010  | 2 243 833                 | 1 324 865                 | 1 408 765                 | 1 215 340                 | 1 572 490                 | 1 522 048                 | 1 327 732                 | 1 171 161                 | 11 786 234                |
| 2011  | 2 249 975                 | 1 338 427                 | 1 413 635                 | 1 225 191                 | 1 581 628                 | 1 529 928                 | 1 333 702                 | 1 180 365                 | 11 852 851                |
| 2012  | 2 240 621                 | 1 353 946                 | 1 412 356                 | 1 237 507                 | 1 586 434                 | 1 538 726                 | 1 341 831                 | 1 187 081                 | 11 898 502                |
| 2013  | 2 229 621                 | 1 365 200                 | 1 418 484                 | 1 253 931                 | 1 591 503                 | 1 552 482                 | 1 354 005                 | 1 194 681                 | 11 959 807                |
| 2014  | 2 220 445                 | 1 377 846                 | 1 421 670                 | 1 268 228                 | 1 597 770                 | 1 571 028                 | 1 365 039                 | 1 205 539                 | 12 027 565                |
| 2015  | 2 206 488                 | 1 390 121                 | 1 427 291                 | 1 276 233                 | 1 601 569                 | 1 592 663                 | 1 372 389                 | 1 215 390                 | 12 082 144                |
| 2016  | 2 190 327                 | 1 397 665                 | 1 431 808                 | 1 287 330                 | 1 603 268                 | 1 606 660                 | 1 378 151                 | 1 221 923                 | 12 117 132                |
| 2017  | 2 187 526                 | 1 403 997                 | 1 438 266                 | 1 296 130                 | 1 609 306                 | 1 623 111                 | 1 387 926                 | 1 228 618                 | 12 174 880                |
| 2018  | 2 175 601                 | 1 412 516                 | 1 441 398                 | 1 296 641                 | 1 619 120                 | 1 632 677                 | 1 396 913                 | 1 238 581                 | 12 213 447                |
| 2019  | 2 165 423                 | 1 421 197                 | 1 448 207                 | 1 301 659                 | 1 624 357                 | 1 644 903                 | 1 407 124                 | 1 249 674                 | 12 262 544                |
| 2020  | 2 145 906                 | 1 428 636                 | 1 449 723                 | 1 306 118                 | 1 626 213                 | 1 655 422                 | 1 407 972                 | 1 251 804                 | 12 271 794                |
| 2021  | 2 133 111                 | 1 438 100                 | 1 456 365                 | 1 313 768                 | 1 635 291                 | 1 668 670                 | 1 415 367                 | 1 256 607                 | 12 317 279                |
| 2022  | 2 113 705                 | 1 452 399                 | 1 470 778                 | 1 324 546                 | 1 647 435                 | 1 681 725                 | 1 419 531                 | 1 270 845                 | 12 380 964                |
| Année | Paris                     | Seine-et-Marne            | Yvelines                  | Essonne                   | Hauts-de-Seine            | Seine-Saint-Denis         | Val-de-Marne              | Val-d'Oise                | Île-de-France             |

Alors qu'entre 1990 et 1999 la population de la région n'avait augmenté que de 291 000 habitants - soit 32 000 par an -, le rythme d'accroissement s'est considérablement accéléré depuis lors. De 1999 à 2009, l'accroissement annuel moyen a été de 0,69 % soit plus de 77 600 habitants annuellement, principalement dû à l'excédent naturel. Au premier janvier 2009, la population de l'Île-de-France était passée ainsi à 11 728 240 habitants. Elle est estimée par l'INSEE à 11 866 900 habitants au 1er janvier 2011.

## Mouvement naturel de la population
Voici les données du mouvement naturel de la région pour les dernières années, :
| Année | Nombre de naissances | Nombre de décès | Accroissement naturel |
| ----- | -------------------- | --------------- | --------------------- |
| 1999  | 167 300              | 74 800          | 92 500                |
| 2000  | 174 200              | 73 600          | 100 600               |
| 2001  | 173 000              | 73 700          | 99 300                |
| 2002  | 173 500              | 73 200          | 100 300               |
| 2003  | 173 500              | 77 100          | 96 400                |
| 2004  | 175 300              | 68 500          | 106 800               |
| 2005  | 176 500              | 70 500          | 106 000               |
| 2006  | 182 758              | 69 072          | 113 686               |
| 2007  | 179 264              | 69 082          | 110 182               |

### Naissances et décès par département
Chiffres fournis par l'INSEE,,.
| Département       | 2000    | 2000   | 2000   | 2004    | 2004   | 2004    | 2005    | 2005   | 2005    | 2006    | 2006   | 2006    |
| Département       | Naiss.  | Décès  | Solde  | Naiss.  | Décès  | Solde   | Naiss.  | Décès  | Solde   | Naiss.  | Décès  | Solde   |
| ----------------- | ------- | ------ | ------ | ------- | ------ | ------- | ------- | ------ | ------- | ------- | ------ | ------- |
| Paris             | 31 940  | 16 286 | 15 654 | 31 800  | 14 300 | 17 500  | 31 378  | 14 666 | 16 712  | 31 748  | 14 076 | 17 672  |
| Seine-et-Marne    | 17 851  | 8 253  | 9 598  | 17 700  | 7 900  | 9 800   | 18 317  | 8 099  | 10 218  | 18 986  | 7 898  | 11 088  |
| Yvelines          | 20 304  | 8 443  | 11 861 | 19 400  | 8 000  | 11 400  | 19 766  | 8 119  | 11 647  | 20 438  | 8 072  | 12 366  |
| Essonne           | 17 162  | 7 064  | 10 098 | 17 600  | 6 600  | 11 000  | 17 753  | 6 920  | 10 833  | 18 281  | 6 838  | 11 443  |
| Hauts-de-Seine    | 24 699  | 10 071 | 14 628 | 24 700  | 9 200  | 15 500  | 24 588  | 9 647  | 14 941  | 25 426  | 9 249  | 16 177  |
| Seine-Saint-Denis | 25 082  | 8 881  | 16 201 | 26 300  | 8 200  | 18 200  | 26 760  | 8 333  | 18 427  | 27 916  | 8 452  | 19 464  |
| Val-de-Marne      | 19 759  | 8 650  | 11 109 | 19 900  | 7 900  | 12 000  | 19 947  | 8 099  | 11 848  | 20 948  | 7 959  | 12 989  |
| Val-d'Oise        | 17 378  | 6 794  | 10 584 | 17 900  | 6 400  | 11 400  | 18 012  | 6 618  | 11 394  | 19 015  | 6 528  | 12 487  |
| Île-de-France     | 174 175 | 74 442 | 99 733 | 175 282 | 68 500 | 106 800 | 176 521 | 70 501 | 106 020 | 182 758 | 69 072 | 113 686 |

| Département       | 2007    | 2007   | 2007    | 2010    | 2010   | 2010    |
| Département       | Naiss.  | Décès  | Solde   | Naiss.  | Décès  | Solde   |
| ----------------- | ------- | ------ | ------- | ------- | ------ | ------- |
| Paris             | 30 820  | 14 010 | 16 810  | 31 440  | 14 192 | 17 248  |
| Seine-et-Marne    | 18 978  | 8 264  | 10 714  | 19 704  | 8 323  | 11 381  |
| Yvelines          | 19 899  | 7 931  | 11 968  | 20 307  | 8 471  | 11 836  |
| Essonne           | 17 932  | 6 890  | 11 042  | 18 506  | 7 269  | 11 237  |
| Hauts-de-Seine    | 24 937  | 9 283  | 15 654  | 25 183  | 9 633  | 15 550  |
| Seine-Saint-Denis | 27 743  | 8 093  | 19 650  | 28 505  | 8 428  | 20 077  |
| Val-de-Marne      | 20 331  | 7 978  | 12 353  | 21 384  | 8 060  | 13 324  |
| Val-d'Oise        | 18 624  | 6 633  | 11 991  | 19 496  | 6 880  | 12 616  |
| Île-de-France     | 179 264 | 69 082 | 110 182 | 184 525 | 71 256 | 113 269 |

Les chiffres publiés par l'INSEE pour l'année 2007, montrent, comme dans le reste de la France, une légère diminution des naissances, qui régressent de près de 3 500 unités par rapport à l'année précédente (soit 1,9 %). Cela porte le nombre des naissances de la région à 179 264 unités. L'Île-de-France conforte néanmoins sa position en Europe, où elle atteint presque, cette année, le chiffre des naissances observé aux Pays-Bas, pays peuplé de 16,5 millions d'habitants. Plus spectaculairement, le chiffre des naissances de l'Île-de-France dépasse désormais les chiffres cumulés des Länder allemands de Rhénanie-du-Nord-Westphalie et de Rhénanie-Palatinat pourtant peuplés ensemble de plus de 22 millions d'habitants (voir Natalité des Länder allemands).
Par département, la hausse des naissances observée sur sept ans, entre les années 2000 et 2007, est particulièrement nette pour les départements de Seine-Saint-Denis (plus 2 661 unités, soit 10,6 %) et du Val-d'Oise (plus 1 246 naissances soit 7,2 %). Elle est par contre négative à Paris (moins 1 120, c'est-à-dire -3,5 %) et dans les Yvelines (moins 405, soit -2 %). Ce sont les départements qui avaient déjà la plus haute fécondité en 2000 qui progressent le plus.
Durant ces sept ans, la mortalité a également baissé ; en 2007, on comptabilise en effet plus de 5 290 décès de moins qu'en 2000. Les mouvements combinés de hausse des naissances et de baisse des décès ont provoqué un bond assez important de l'excédent annuel des naissances (excédent naturel), en hausse de 10,5 % en six ans. Alors que l'ensemble de la France métropolitaine affiche un excédent naturel de 288 550 personnes, l'Île-de-France s'en adjuge pas moins de 110 182, soit 38,2 % de la totalité de la croissance naturelle de la population du pays. L'émigration interrégionale (de l'Île-de-France vers d'autres régions) est insuffisante à équilibrer ce "boom" démographique, car comme nous l'analysons plus loin, elle est elle-même compensée en grande partie par une intense immigration d'origine étrangère. Si ces paramètres se maintiennent dans les dix prochaines années - et il n'y a guère de raisons d'en douter -, on doit s'attendre à voir s'imposer l'urgence d'investissements massifs dans certains secteurs tels le logement et l'infrastructure des transports en commun.

### Fécondité par département
Depuis 2007, le nombre moyen d'enfants par femme ou indice conjoncturel de fécondité a été le suivant, pour chaque département et pour l'ensemble de la région :
| Département       | Fécondité 2007 | Fécondité 2008 | Fécondité 2009 | Fécondité 2010 | Fécondité 2011 | Fécondité 2012 | Fécondité 2013 | Fécondité 2014 |
| ----------------- | -------------- | -------------- | -------------- | -------------- | -------------- | -------------- | -------------- | -------------- |
| Paris             | 1,58           | 1,57           | 1,59           | 1,61           | 1,56           | 1,53           | 1,54           | 1,56           |
| Seine-et-Marne    | 2,09           | 2,11           | 2,11           | 2,14           | 2,15           | 2,12           | 2,08           | 2,11           |
| Yvelines          | 2,09           | 2,11           | 2,13           | 2,19           | 2,16           | 2,16           | 2,18           | 2,15           |
| Essonne           | 2,16           | 2,20           | 2,18           | 2,23           | 2,21           | 2,19           | 2,18           | 2,21           |
| Hauts-de-Seine    | 1,96           | 1,99           | 1,99           | 2,00           | 1,99           | 1,98           | 1,98           | 2,00           |
| Seine-Saint-Denis | 2,38           | 2,41           | 2,42           | 2,44           | 2,43           | 2,44           | 2,44           | 2,50           |
| Val-de-Marne      | 2,03           | 2,06           | 2,09           | 2,13           | 2,08           | 2,08           | 2,05           | 2,13           |
| Val-d'Oise        | 2,23           | 2,25           | 2,24           | 2,34           | 2,33           | 2,31           | 2,31           | 2,32           |
| Île-de-France     | 1,99           | 2,01           | 2,02           | 2,05           | 2,03           | 2,02           | 2,01           | 2,04           |
| France entière    | 1,98           | 2,01           | 2,00           | 2,03           | 2,01           | 2,01           | 1,99           | 2,00           |

Dans les années 1960, l'Île-de-France faisait partie des régions françaises "à basse fécondité", au même titre que l'ensemble des régions du centre et du sud du pays. À cette époque la région de haute fécondité formait un vaste croissant appelé "croissant fertile" qui partait de Bretagne et de Vendée à l'ouest en direction de la Picardie et du Nord-Pas de-Calais, puis s'incurvait vers le sud-est, englobant la Champagne, la Lorraine et la Franche-Comté, mais contournant l'Île-de-France par le nord. Depuis lors la région a bénéficié d’un phénomène général d’homogénéisation de la fécondité dans les diverses régions de métropole. La fécondité a moins baissé là où elle était faible mais a sérieusement baissé là où elle était élevée, et globalement, l’écart entre les régions les plus fécondes et les moins fécondes s’est fortement réduit depuis lors. Ainsi la région d'Île-de-France est avec la région Provence-Alpes-Côte d'Azur (PACA), celle qui a connu la plus faible diminution de fécondité entre la fin des années 1960 et le milieu des années 1970. Celle-ci s'est mise à remonter dans la région à partir du milieu des années 1970 (+ 0,07 enfant par femme entre cette période et 1997-1998). Comme dans l'ensemble de la France, elle a encore grimpé depuis la fin du XXe siècle. Ainsi, depuis la fin des années 1990, l'Île-de-France est devenue l'une des régions les plus fécondes de France, caractéristique qu'elle partage désormais avec l'ensemble du nord-ouest français.
Cette tendance a probablement été renforcée, en Île-de-France, par l’importance du flux d'immigration. En effet, les mères étrangères constituent une part importante des mères de la région. En 1999, 22,1 % des femmes qui accouchaient en Île-de-France étaient étrangères (en PACA 11,2 %, en Corse 17,3 %, en Rhône-Alpes 10,0 % et en Languedoc-Roussillon 8,8 %), et ce chiffre atteignait déjà 25,9 % en 2004. Les femmes étrangères ont, dans la région comme ailleurs, une fécondité plus importante que les Françaises (3,10 contre 1,67).
Ce n’est cependant pas le comportement des mères étrangères qui explique tout de la croissance de la fécondité. Depuis 1975 leur part est restée assez stable entre les deux dates et leur fécondité a diminué. En fait la fécondité des femmes de nationalité française a augmenté dans la région depuis 1975, comme le montre le tableau suivant.
Indicateur conjoncturel de fécondité par nationalité
|                | Ensemble  | Ensemble  | Françaises | Françaises | Étrangères | Étrangères |
| 1974-1976      | 1998-2000 | 1974-1976 | 1998-2000  | 1974-1976  | 1998-2000  |            |
| -------------- | --------- | --------- | ---------- | ---------- | ---------- | ---------- |
| France entière | 1,95      | 1,81      | 1,81       | 1,72       | 3,31       | 2,80       |
| Île-de-France  | 1,79      | 1,88      | 1,60       | 1,67       | 3,20       | 3,10       |

### Évolution démographique depuis 1962
Sources : INSEE
|                             | 1962-1968 | 1968-1975 | 1975-1982 | 1982-1990  | 1990-1999  | 2000       | 2004       | 2005       | 2006       | 2007       |
| --------------------------- | --------- | --------- | --------- | ---------- | ---------- | ---------- | ---------- | ---------- | ---------- | ---------- |
| Population début de période | 8 470 015 | 9 248 631 | 9 878 565 | 10 073 059 | 10 660 554 | 11 020 246 | 11 319 972 | 11 399 319 | 11 491 000 | 11 577 000 |
| Naissances                  | 910 400   | 1 128 246 | 1 068 281 | 1 289 663  | 1 480 879  |            |            |            |            |            |
| Idem annuel                 | 151 733   | 161 178   | 152 612   | 161 208    | 164 542    | 174 175    | 175 282    | 176 521    | 182 758    |            |
| Décès                       | 508 428   | 605 208   | 595 209   | 653 290    | 695 165    | 73 568     | 68 457     | 70 501     | 69 072     |            |
| Solde naturel               | 401 972   | 523 038   | 473 072   | 636 373    | 785 714    | 100.607    | 106 825    | 106 020    | 113 686    |            |
| Solde migrat.               | 376 644   | 106 896   | -278 578  | -48 878    | -494 257   | -20 330    | -27 478    | -14 300    | -27 700    |            |
| Variation totale            | 778 616   | 629 934   | 194 494   | 587 495    | 291 457    |            |            |            |            |            |
| Idem annuel                 | 129 769   | 89 991    | 27 785    | 73 437     | 32 384     | 80 277     | 79 347     | 91 700     | 86 000     |            |

### Mouvements de la population depuis 1999
Sources : INSEE,,.
| Année | Effectifs        | Effectifs          | Effectifs            | Effectifs       | Effectifs             | Effectifs        | Effectifs           | Indicateurs       | Indicateurs      | Indicateurs       |
| Année | Population 01-01 | Nombre de mariages | Nombre de naissances | Nombre de décès | Accroissement naturel | Solde migratoire | Accroissement total | Taux de fécondité | Taux de natalité | Taux de mortalité |
| ----- | ---------------- | ------------------ | -------------------- | --------------- | --------------------- | ---------------- | ------------------- | ----------------- | ---------------- | ----------------- |
| 1999  | 10 946 012       | 49 365             | 167 295              | 74 752          | 92 543                | -18 309          | 74 234              | 1,85              | 15,2             | 6,8               |
| 2000  | 11 020 246       | 52 699             | 174 175              | 73 568          | 100 607               | -20 330          | 80 277              | 1,93              | 15,7             | 6,7               |
| 2001  | 11 100 523       | 52 386             | 172 996              | 73 695          | 99 301                | -23 816          | 75 485              | 1,93              | 15,5             | 6,6               |
| 2002  | 11 176 008       | 52 414             | 173 524              | 73 239          | 100 285               | -25 676          | 74 609              | 1,94              | 15,5             | 6,5               |
| 2003  | 11 250 617       | 53 691             | 173 511              | 77 918          | 95 593                | -26 238          | 69 355              | 1,95              | 15,4             | 6,9               |
| 2004  | 11 319 972       | 51 252             | 175 282              | 68 457          | 106 825               | -27 478          | 79 347              | 1,98              | 15,4             | 6,0               |
| 2005  | 11 399 319       | 51 945             | 176 521              | 70 501          | 106 020               | -14 293          | 91 727              |                   | 15,4             | 6,2               |
| 2006  | 11 532 398       | 49 425             | 182 758              | 69 072          | 113 686               |                  |                     |                   | 15,8             | 6,0               |

### Répartition des naissances par nationalité de la mère
Chiffres de l'INSEE pour l'année 2004 :
|                  | Ensemble | Françaises | Étrangères | Étrangères | Étrangères | Étrangères | Étrangères | Étrangères | Étrangères |
| Total étrangères | Ensemble | Françaises | Algérie    | Espagne    | Italie     | Portugal   | Maroc      | Tunisie    |            |
| ---------------- | -------- | ---------- | ---------- | ---------- | ---------- | ---------- | ---------- | ---------- | ---------- |
| Paris            | 31 817   | 21 656     | 10 161     | 1 022      | 136        | 205        | 338        | 626        | 407        |
| Seine-et-Marne   | 17 729   | 15 146     | 2 583      | 338        | 17         | 29         | 223        | 256        | 48         |
| Yvelines         | 19 431   | 16 246     | 3 185      | 390        | 36         | 24         | 332        | 638        | 81         |
| Essonne          | 17 614   | 13 690     | 3 924      | 455        | 18         | 23         | 263        | 411        | 153        |
| Hauts-de-Seine   | 24 649   | 19 315     | 5 334      | 822        | 65         | 43         | 342        | 835        | 195        |
| S-St-Denis       | 26 313   | 15 701     | 10 612     | 1 795      | 31         | 23         | 334        | 1 323      | 443        |
| Val-de-Marne     | 19 866   | 14 726     | 5 140      | 814        | 39         | 30         | 396        | 437        | 245        |
| Val-d'Oise       | 17 863   | 13 447     | 4 416      | 628        | 27         | 16         | 246        | 588        | 123        |
| Île-de-France    | 175 282  | 129 927    | 45 355     | 6 264      | 369        | 393        | 2 474      | 5 114      | 1 695      |
| -- légitimes     | 102 872  | 72 043     | 30 829     | 5 249      | 255        | 268        | 1 606      | 4 273      | 1 595      |
| -- hors-mariage  | 72 410   | 57 884     | 14 526     | 1 015      | 114        | 125        | 868        | 841        | 100        |

Au total 1 432 000 étrangers ont eu 45 355 enfants en 2004. Ce qui donnait un taux de natalité de 31,7 ‰. Inversement, les 9 888 000 Français de la région avaient eu la même année 129 927 enfants, correspondant à un taux de natalité de 13,1 ‰. La différence notable entre ces deux nombres est due d'une part au grand nombre de femmes étrangères de 20 à 40 ans,, et d'autre part à une fécondité des femmes étrangères bien plus importante. À noter que pour l'ensemble de la France métropolitaine, le taux de natalité au sein de la population étrangère était moindre (26,23 ‰), ce qui résulte avant tout d'une composition différente de la population étrangère dans les différentes régions du pays.
Chiffres de l'INSEE pour l'année 2006:
|                  | Ensemble | Françaises | Étrangères | Étrangères | Étrangères | Étrangères | Étrangères | Étrangères | Étrangères |
| Total étrangères | Ensemble | Françaises | Algerie    | Espagne    | Italie     | Portugal   | Maroc      | Tunisie    |            |
| ---------------- | -------- | ---------- | ---------- | ---------- | ---------- | ---------- | ---------- | ---------- | ---------- |
| Paris            | 31 748   | 21 678     | 10 070     | 1 011      | 120        | 208        | 303        | 972        | 390        |
| Seine-et-Marne   | 18 986   | 16 099     | 2 887      | 401        | 31         | 22         | 250        | 289        | 94         |
| Yvelines         | 20 438   | 17 036     | 3 402      | 439        | 37         | 28         | 326        | 881        | 87         |
| Essonne          | 18 281   | 13 963     | 4 318      | 520        | 24         | 25         | 208        | 494        | 188        |
| Hauts-de-Seine   | 25 426   | 19 825     | 5 601      | 859        | 80         | 56         | 314        | 1 044      | 218        |
| S-St-Denis       | 27 916   | 16 877     | 11 039     | 1 841      | 34         | 34         | 285        | 1 634      | 479        |
| Val-de-Marne     | 20 948   | 15 395     | 5 553      | 891        | 43         | 28         | 349        | 755        | 288        |
| Val-d'Oise       | 19 015   | 14 171     | 4 844      | 710        | 19         | 15         | 254        | 712        | 160        |
| Île-de-France    | 182 758  | 135 044    | 47 714     | 6 672      | 388        | 416        | 2 289      | 5 317      | 1 904      |

### Fécondité comparée des femmes nées en France et des femmes immigrées (2009)
Chiffres de l'INSEE pour l'année 2009:
On remarque des disparités de fécondité importantes selon les départements :
|                | Nées en France | Immigrées | Ensemble |
| -------------- | -------------- | --------- | -------- |
| Paris          | 1,10           | 2,22      | 1,59     |
| Hauts-de-Seine | 1,84           | 2,65      | 1,99     |
| S-St-Denis     | 1,96           | 3,55      | 2,42     |
| Val-de-Marne   | 1,86           | 2,98      | 2,09     |
| Seine-et-Marne | 1,99           | 3,15      | 2,11     |
| Yvelines       | 1,97           | 3,12      | 2,13     |
| Essonne        | 1,97           | 3,43      | 2,19     |
| Val-d'Oise     | 1,96           | 3,49      | 2,24     |
| Île-de-France  | 1,80           | 2,93      | 2,02     |

### Répartition par lieu de naissance
Le tableau ci-dessous indique le lieu de naissance des personnes résidant en Île-de-France en 2012.
| Lieu de naissance (2012)                       | Total      | %     |
| Population Ile de France                       | 11 898 049 | 100,0 |
| Nés en France métropolitaine                   | 9 115 182  | 76,6  |
| Total nés à l'étranger ou dans un DOM-TOM-COM  | 2 782 867  | 23,4  |
| Portugal                                       | 248 606    | 2,1   |
| Italie                                         | 60 633     | 0,5   |
| Espagne                                        | 52 417     | 0,4   |
| Autres pays de l'Union Européenne à 27         | 209 616    | 1,8   |
| Autres pays d'Europe                           | 83 825     | 0,7   |
| Total nés en Europe                            | 655 097    | 5,5   |
| Algérie                                        | 407 548    | 3,4   |
| Maroc                                          | 271 979    | 2,3   |
| Tunisie                                        | 139 524    | 1,2   |
| Total nés au Maghreb                           | 819 050    | 6,9   |
| Autres pays d'Afrique                          | 515 109    | 4,3   |
| Total nés en Afrique                           | 1 334 159  | 11,2  |
| Turquie                                        | 73 161     | 0,6   |
| Autres pays                                    | 513 544    | 4,3   |
| Total nés Hors d'Europe                        | 1 920 864  | 16,1  |
| DOM-TOM-COM                                    | 206 905    | 1,7   |
| Total nés Hors d'Europe ou dans un DOM-TOM-COM | 2 127 769  | 17,9  |

Note: Ce tableau inclut aussi bien des immigrés, nés étranger à l'étranger selon la définition de l'Insee, que des Français de naissance nés à l'étranger (par exemple les Pieds-noirs nés en Algérie française) ou dans un DOM. Il est donc différent des tableaux liés à l'immigration qui n'incluent que les immigrés (nés étranger à l'étranger).
Lecture : 17,9 % des personnes résidant en Ile de France sont nées hors d'Europe ou dans un Dom ou une collectivité d'outre-mer (COM et Nouvelle-Calédonie).

## Immigrés et étrangers
Par immigré on entend quelqu'un résidant en France, né étranger à l'étranger. Il peut être devenu français par acquisition ou avoir gardé sa nationalité étrangère. Par contre le groupe des étrangers est constitué par l'ensemble des résidents ayant une nationalité étrangère, qu'ils soient nés en France ou hors de France.
Rappelons que les enfants nés en France de parents étrangers nés hors de France sont étrangers, mais deviennent Français de plein droit à 18 ans, s'ils y résident et y ont résidé de manière continue ou discontinue pendant cinq années depuis l'âge de 11 ans et s'ils ne désirent pas conserver leur nationalité d'origine. Cependant, dès l'âge de 13 ans, les parents peuvent demander la nationalité française pour leurs enfants, avec leur accord (sous condition d'avoir résidé cinq ans en France depuis l'âge de 8 ans). De plus le mineur de 16 ans accomplis peut faire la demande d'acquisition anticipée de la nationalité sans l'accord de ses parents et sous les mêmes conditions de durée de résidence en France durant cinq années depuis l'âge de 11 ans.
L'Île-de-France regroupe à elle seule 39 % des immigrés alors que la population francilienne ne représente que 19 % de la population métropolitaine.
Selon une étude de l'Insee publiée en 2012, 43 % des Franciliens âgés de 18 à 50 ans en 2008 ont un lien direct avec la migration vers la métropole, sur deux générations, au sens d’être immigrés, descendants d’immigrés, natifs d’un département d’Outre-Mer (DOM) ou descendants de natifs de DOM. Parmi ces 43 %, 11 % sont d'origine européenne et 32 % d'origine non européenne (14 % du Maghreb, 7 % d'Afrique Subsaharienne, 4 % des DOM, 3 % d'Asie, 1 % de Turquie, 3 % d'autres régions),.

### Nombre d'étrangers et d'immigrés en Île-de-France
Au recensement de 2006, 40 % des immigrés vivant en France résident en Île-de-France. Plus d'un Francilien sur trois (35 % soit plus de 4 millions de personnes) est immigré ou a au moins un parent immigré, soit environ 17 % d'immigrés et près de 18 % d'enfants d'immigrés tous âges confondus. La part des immigrés est passée de 14 % en 1990 à 16,9 % en 2006, et celle des enfants de moins de 18 ans nés en France de parents immigrés de 24,6 % à 32,5 %. 37,1 % des enfants de moins de 20 ans ont au moins un parent immigré. Les étrangers, immigrés ou non, représentaient 12,4 % de la population francilienne en 2008.

### Les immigrés et leurs enfants par département
| Département            | Immigrés  | Immigrés      | Immigrés        | Enfants de moins de 20 ans avec au moins un parent immigré | Enfants de moins de 20 ans avec au moins un parent immigré | Enfants de moins de 20 ans avec au moins un parent immigré |
| ---------------------- | --------- | ------------- | --------------- | ---------------------------------------------------------- | ---------------------------------------------------------- | ---------------------------------------------------------- |
| Département            | Effectifs | % département | % Île-de-France | Effectifs                                                  | % département                                              | % Île-de-France                                            |
| Paris (75)             | 436 576   | 20            | 22,4            | 162 635                                                    | 41,3                                                       | 15,4                                                       |
| Seine-Saint-Denis (93) | 394 831   | 26,5          | 20,2            | 234 837                                                    | 57,1                                                       | 22,2                                                       |
| Hauts-de-Seine (92)    | 250 190   | 16,3          | 12,8            | 124 501                                                    | 34                                                         | 11,8                                                       |
| Val-de-Marne (94)      | 234 633   | 18,1          | 12              | 127 701                                                    | 40                                                         | 12,1                                                       |
| Val-d'Oise (95)        | 185 890   | 16,1          | 9,5             | 124 644                                                    | 38,5                                                       | 11,8                                                       |
| Yvelines (78)          | 161 869   | 11,6          | 8,3             | 98 755                                                     | 26,4                                                       | 9,3                                                        |
| Essonne (91)           | 150 980   | 12,6          | 7,7             | 94 003                                                     | 29,6                                                       | 8,9                                                        |
| Seine-et-Marne (77)    | 135 654   | 10,7          | 7               | 90 319                                                     | 26                                                         | 8,5                                                        |
| Île-de-France          | 1 950 623 | 16,9          | 100             | 1 057 394                                                  | 37,1                                                       | 100                                                        |

Source: Insee EAR 2006
Lecture : En 2006, 436 576 immigrés vivent à Paris, soit 20 % des Parisiens et 22,4 % de l’ensemble des immigrés vivant dans la région Île-de-France.
162 635 enfants d'immigrés de moins de 20 ans vivent à Paris, soit 41,3 % des moins de 20 ans Parisiens et 15,4 % de l’ensemble des enfants d'immigrés de moins de 20 ans vivant dans la région Île-de-France.

### Répartition des immigrés par région du monde et pays d'origine
Les immigrés (nés étranger à l'étranger) représentent en 2011, 17,9 % de la population francilienne soit 2,1 millions de personnes. Les chiffres suivants montrent l'évolution des différentes composantes de l'immigration en Île-de-France entre 1999 et 2006.
| Origine             | ÎLE - DE - FRANCE | ÎLE - DE - FRANCE | ÎLE - DE - FRANCE | FRANCE métropolitaine | FRANCE métropolitaine | FRANCE métropolitaine | IdF/France % |
| Origine             | 1999              | 2006              | % évolution       | 1999                  | 2006                  | % évolution           | IdF/France % |
| ------------------- | ----------------- | ----------------- | ----------------- | --------------------- | --------------------- | --------------------- | ------------ |
| Europe              | 568 000           | 569 065           | 0,2 %             | 1 934 144             | 1 995 508             | 3,2 %                 | 28,5 %       |
| Afrique             | 705 592           | 941 722           | 33,5 %            | 1 691 562             | 2 167 189             | 28,1 %                | 43,5 %       |
| Maghreb             | 466 608           | 579 329           | 24,2 %            | 1 298 273             | 1 552 876             | 19,6 %                | 37,3 %       |
| dont Algérie        | 143 913           | 227 112           | 24,9 %            | 514 208               | 631 816               | 20,5 %                | 38,6 %       |
| dont Maroc          | 214 470           | 292 072           | 27,4 %            | 562 504               | 694 177               | 21,4 %                | 39,4 %       |
| dont Tunisie        | 86 225            | 100 144           | 16,1 %            | 201 561               | 226 883               | 12,6 %                | 44,1 %       |
| Afrique Noire       | 238 984           | 362 393           | 51,6 %            | 393 289               | 614 313               | 56,2 %                | 59,0 %       |
| dont Mali           | 31 010            | 47 672            | 53,7 %            | 35 534                | 54 297                | 52,8 %                | 87,8 %       |
| dont Sénégal        | 29 558            | 40 146            | 35,8 %            | 53 762                | 71 081                | 32,2 %                | 56,5 %       |
| Asie                | 269 644           | 342 096           | 26,9 %            | 549 994               | 712 424               | 29,5 %                | 48,0 %       |
| dont Turquie        | 50 125            | 64 112            | 27,9 %            | 174 160               | 228 552               | 31,2 %                | 28,1 %       |
| Amérique et Océanie | 67 723            | 97 072            | 43,3 %            | 127 484               | 261 173               | 104,9 %               | 37,2 %       |
| Total               | 1 610 959         | 1 949 954         | 21,0 %            | 4 303 184             | 5 136 294             | 19,4 %                | 38,0 %       |

- Répartition en pourcentage de la population immigrée (1999 et 2006)

(100 % = toute la population immigrée)
| Region              | Île-de-France 1999 | Île-de-France 2006 | France 2006 |
| Europe              | 35,3 %             | 29,2 %             | 38,9 %      |
| Afrique             | 43,8 %             | 48,3 %             | 42,2 %      |
| Maghreb             | 29,0 %             | 29,7 %             | 30,2 %      |
| dont Algérie        | 13,3 %             | 13,7 %             | 13,5 %      |
| dont Maroc          | 10,3 %             | 10,9 %             | 12,3 %      |
| dont Tunisie        | 5,4 %              | 5,1 %              | 4,4 %       |
| Afrique Noire       | 14,8 %             | 18,6 %             | 12,0 %      |
| dont Mali           | 1,9 %              | 2,4 %              | 1,1 %       |
| dont Sénégal        | 1,8 %              | 2,1 %              | 1,4 %       |
| Asie                | 16,7 %             | 17,5 %             | 13,9 %      |
| dont Turquie        | 3,1 %              | 3,3 %              | 4,4 %       |
| Amérique et Océanie | 4,2 %              | 5,0 %              | 5,1 %       |
| Total               | 100 %              | 100 %              | 100 %       |

Durant la dernière période, on assiste à une concentration en Île-de-France des immigrés d'origine africaine et asiatique. Ceci est particulièrement vrai pour l'immigration issue de l'Afrique noire ou subsaharienne, qui constitue déjà en 2006 plus de 18 % des immigrés de la région, alors que sept ans auparavant, elle ne pesait que moins de 15 %. Par contre les immigrés d'origine européenne perdent beaucoup de leur importance relative et perdent ainsi quelque 6 %.
- Principaux pays de naissances en 2011[45]

| Pays                        | Ensemble  | %     |
| Ensemble                    | 2 117 901 | 100.0 |
| Algérie                     | 285 703   | 13.5  |
| Portugal                    | 240 445   | 11.4  |
| Maroc                       | 272 556   | 10.6  |
| Tunisie                     | 107 549   | 5.1   |
| Turquie                     | 68 703    | 3.2   |
| Chine (Rép. Pop)            | 59 734    | 2.8   |
| Italie                      | 55 443    | 2.6   |
| Mali                        | 54 525    | 2.6   |
| Espagne                     | 46 486    | 2.2   |
| Côte d'Ivoire               | 45 870    | 2.2   |
| Sénégal                     | 44 356    | 2.1   |
| Congo (Rép. Dém.. ex-Zaïre) | 51 266    | 2.0   |
| Pologne                     | 39 307    | 1.9   |
| Cameroun                    | 36 538    | 1.7   |
| Viêt-Nam                    | 36 008    | 1.7   |
| Roumanie                    | 35 495    | 1.7   |
| Sri Lanka                   | 34 702    | 1.6   |
| Congo                       | 32 718    | 1.5   |
| Cambodge                    | 32 270    | 1.5   |
| Haïti                       | 32 017    | 1.5   |
| Serbie                      | 27 373    | 1.3   |
| Allemagne                   | 23 334    | 1.1   |
| Inde                        | 23 232    | 1.1   |
| Liban                       | 19 769    | 0.9   |
| Maurice (île)               | 19 646    | 0.9   |
| Royaume-Uni                 | 19 583    | 0.9   |
| Madagascar                  | 17 723    | 0.8   |
| États-Unis d'Amérique       | 17 596    | 0.8   |
| Russie                      | 15 483    | 0.7   |
| Pakistan                    | 15 312    | 0.7   |
| Belgique                    | 15 146    | 0.7   |
| Brésil                      | 12 177    | 0.6   |
| Comores                     | 11 532    | 0.5   |
| Japon                       | 11 526    | 0.5   |
| Colombie                    | 11 519    | 0.5   |
| Guinée (Rép. de)            | 11 500    | 0.5   |
| Mauritanie                  | 10 355    | 0.5   |
| Angola                      | 7 484     | 0.4   |
| Suisse                      | 5 774     | 0.3   |
| Canada                      | 5 701     | 0.3   |
| Pays-Bas                    | 5 276     | 0.2   |
| Australie. Océanie          | 2 281     | 0.1   |

### Les enfants d'immigrés - La seconde génération
Les descendants d'immigrés (seconde génération) représentent en 2008, 18 % de la population francilienne soit plus de 2 millions de personnes :
- Moins de 18 ans : 850 000 (33 % de cette classe d'âge)
- 18-50 ans : 1 000 000 (18 % de cette classe d'âge)
- Plus de 50 ans : 185 000 (5 % de cette classe d'âge)

En 2008, 18 % des adultes franciliens de 18 à 50 ans sont nés en France de parents immigrés. Parmi eux, six sur dix ont deux parents immigrés. Dans un cas sur deux, au moins l’un des parents est né en Afrique, principalement du Maghreb (40 %) contrairement à ce qu'on trouve à l’échelle nationale ou l’Europe figure comme premier continent d’origine des parents (50 %). Les plus jeunes sont d’origines plus diversifiées et plus lointaines. Au recensement de 2006, un tiers des jeunes de moins de 18 ans ont au moins un parent immigré et près de 60 % sont des enfants d’immigrés africains (34 % sont originaires du Maghreb, 24 % du reste de l’Afrique).
Les descendants d’immigrés de 18-50 ans selon l’origine des parents en 2008 (répartition en %)
| Région            | IDF | France |
| Europe du Sud     | 28  | 39     |
| Autre Europe      | 10  | 11     |
| Maghreb           | 40  | 35     |
| Afrique noire     | 11  | 6      |
| Turquie           | 1   | 2      |
| Asie              | 8   | 5      |
| Amérique, Océanie | 2   | 2      |
| Total             | 100 | 100    |

Les descendants d’immigrés de moins de 18 ans selon l’origine des parents (répartition en %)
D'après une étude de Michèle Tribalat et Bernard Aubry retraçant l'évolution des concentrations ethniques en France entre 1968 et 2011, 39,7 % des jeunes de moins de 18 ans résidant en Île-de-France en 2011 sont d'origine étrangère (au moins un parent immigré dont 33 % au moins un parent né hors d'Europe) contre 19,7 % en France métropolitaine. C'est dans les départements de Seine-Saint-Denis (57 %), de Paris (41 %), du Val-de-Marne (40 %) et du Val-d'Oise (38 %) que l'on trouve les plus fortes proportions en 2005. Parmi les vingt communes françaises où la concentration dépasse 60 % en 2005, toutes sauf une, Vaulx-en-Velin, sont situées en Île-de-France avec, en tête, Clichy-sous-Bois, Aubervilliers et La Courneuve, toutes les trois en Seine-Saint-Denis, où environ trois quarts de la jeunesse est d’origine étrangère. Les jeunes originaires des DOM et COM, les enfants de « rapatriés », par définition français, ainsi que les petits-enfants d'immigrés dont les deux parents sont nés en France ne sont pas pris en compte,. En 2005, les jeunes d’origine maghrébine, subsaharienne ou turque sont devenus majoritaires dans un certain nombre de communes de la région parisienne (Clichy-sous-Bois, Mantes-la-Jolie, Grigny, Saint-Denis, Les Mureaux, Saint-Ouen, Sarcelles, Pierrefitte-sur-Seine, Garges-lès-Gonesse, Aubervilliers, Stains, Gennevilliers et Épinay).
| Région (en %)   | Seine-Saint-Denis (2011) | Paris (2005) | Val-de-Marne (2005) | Val-d'Oise (2005) | France (2005) |
| --------------- | ------------------------ | ------------ | ------------------- | ----------------- | ------------- |
| Toutes origines | 60,5                     | 41,30        | 39,90               | 37,90             | 18,10         |
| Europe du Sud   | 4,2                      | 4,0          | 5,5                 | 4,8               | 2,6           |
| Maghreb         | 23,7                     | 12,1         | 13,2                | 13,0              | 6,9           |
| Afrique noire   | 16,7                     | 9,9          | 10,8                | 9,1               | 3,0           |
| Turquie         | --                       | 0,6          | 1,2                 | 3,1               | 1,4           |

### Les enfants d'étrangers
Quant aux enfants d'étrangers, catégorie un peu plus restreinte que celle des immigrés car excluant les immigrés naturalisés mais incluant les étrangers nés en France, l'INSEE nous apprend qu'en 2004, 35,8 % des naissances franciliennes étaient issues d'au moins un parent étranger (contre 18,1 % pour l'entièreté de la France métropolitaine).

### Naissances par département et lieu de naissance
Selon l'INSEE, 53,5 % des enfants nés en 2017 en Île-de-France, soit 93 988 sur 175 799, ont au moins un parent né à l'étranger (44,1 % au moins un parent né hors d'Europe dont 18,9 % au moins un parent né en Afrique du Nord et 16,6 % au moins un parent né en Afrique subsaharienne), quelle que soit sa nationalité, ou dans un DOM ou une collectivité d'outre-mer.
| Département         | Total naissances (2017) | Deux parents nés en France métropolitaine | %    | Au moins un parent né à l'étranger ou dans un DOM-COM | %    |
| ------------------- | ----------------------- | ----------------------------------------- | ---- | ----------------------------------------------------- | ---- |
| Seine-Saint-Denis   | 28 951                  | 8 568                                     | 29,6 | 20 383                                                | 70,4 |
| Val-de-Marne        | 20 704                  | 8 720                                     | 42,1 | 11 984                                                | 57,9 |
| Val-d'Oise          | 19 644                  | 8 779                                     | 44,7 | 10 865                                                | 55,3 |
| Essonne             | 18 693                  | 8 681                                     | 46,4 | 10 012                                                | 53,6 |
| Paris               | 27 419                  | 14 034                                    | 51,2 | 13 385                                                | 48,8 |
| Hauts-de-Seine      | 23 122                  | 11 921                                    | 51,6 | 11 201                                                | 48,4 |
| Yvelines            | 18 537                  | 10 406                                    | 56,1 | 8 131                                                 | 43,9 |
| Seine-et-Marne      | 18 729                  | 10 702                                    | 57,1 | 8 027                                                 | 42,9 |
| Total Ile-de-France | 175 799                 | 81 811                                    | 46,5 | 93 988                                                | 53,5 |

Source : INSEE 2017
Note : lieu de naissance selon domiciliation de la mère

### Répartition des étrangers par département
| Département           | Effectifs début 1999 | Pourcentage de la population | Taux de variation annuel moyen | Taux de variation annuel moyen |
| Département           | Effectifs début 1999 | Pourcentage de la population | 1982-1990                      | 1990-1999                      |
| --------------------- | -------------------- | ---------------------------- | ------------------------------ | ------------------------------ |
| Paris                 | 308 266              | 14,5                         | -0,7                           | -1,1                           |
| Yvelines              | 120 456              | 8,9                          | 0,4                            | -1,3                           |
| Seine-et-Marne        | 91 504               | 7,7                          | 1,8                            | 0,0                            |
| Essonne               | 93 465               | 8,2                          | 1,0                            | -0,4                           |
| Hauts-de-Seine        | 164 525              | 11,5                         | -0,7                           | -1,0                           |
| Seine-Saint-Denis     | 258 850              | 18,7                         | 1,6                            | -0,1                           |
| Val-de-Marne          | 144 914              | 11,8                         | 0,2                            | -0,8                           |
| Val-d'Oise            | 119 406              | 10,8                         | 1,5                            | 0,3                            |
| Île-de-France         | 1 301 386            | 11,9                         | 0,3                            | -0,6                           |
| France métropolitaine | 3 263 186            | 5,6                          | -0,4                           | -1,1                           |

### Population étrangère par nationalité
Source :
| Origine                          | effectifs 1990 | effectifs 1999 | taux d'acquisition de la nationalité | taux d'acquisition de la nationalité | nouveaux arrivants en % |
| Origine                          | effectifs 1990 | effectifs 1999 | 1990                                 | 1999                                 | 1990-1999               |
| -------------------------------- | -------------- | -------------- | ------------------------------------ | ------------------------------------ | ----------------------- |
| Portugal                         | 304 811        | 272 239        | 14,4                                 | 23,8                                 | 12,6                    |
| Italie                           | 50 997         | 43 166         | 53,1                                 | 53,4                                 | 18,4                    |
| Espagne                          | 59 572         | 44 253         | 43,4                                 | 47,1                                 | 13,1                    |
| Ex-Yougoslavie                   | 32 086         | 28 215         | 27,9                                 | 39,3                                 | 16,9                    |
| Autres Europe                    | 88 454         | 97 315         | -                                    | 49,0                                 | 49,2                    |
| Algérie                          | 238 955        | 190 967        | 10,8                                 | 26,1                                 | 14,1                    |
| Maroc                            | 155 674        | 145 903        | 15,1                                 | 34,2                                 | 17,7                    |
| Tunisie                          | 75 965         | 59 643         | 31,6                                 | 47,3                                 | 13,2                    |
| Afrique hors Maghreb             | 154 877        | 187 749        | 19,5                                 | 33,2                                 | 27,5                    |
| Ex-Indochine                     | 52 850         | 28 925         | 45,7                                 | 70,2                                 | 15,7                    |
| Turquie                          | 40 795         | 51 238         | 15,7                                 | 22,5                                 | 23,3                    |
| Amérique, Océanie et autres Asie | 122 380        | 151 773        | -                                    | 35,8                                 | 42,5                    |
| Total                            | 1 377 416      | 1 301 386      | 26,2                                 | 36,4                                 | 22,6                    |
| dont Europe des 15               | 461 310        | 424 646        | -                                    | 32,9                                 | 18,8                    |

Note 1 :
Les 151 773 étrangers regroupés dans la rubrique « Amérique, Océanie et autres Asie » se répartissaient grosso modo ainsi (1999) : Asie 100 000 étrangers, Amérique (nord, centre et sud) 50 000, et Océanie 1 000.
Note 2 :
Le taux d’acquisition de la nationalité : c'est la population française par acquisition ayant pour nationalité antérieure la nationalité étrangère considérée (numérateur), par rapport à la somme du numérateur et de la population étrangère de cette nationalité (dénominateur). Ce taux indique l’importance des naturalisations au sein d'une nationalité donnée. Plus il est élevé, plus le nombre de Français par acquisition est important par rapport à la population étrangère de cette nationalité.
On remarque l'importance du taux d'acquisition au sein des populations originaires de l'ancienne Indochine française (Viêt Nam, Laos et Cambodge), ainsi que la progression très nette de ce taux au sein des populations d'origine africaine.
Note 3 :
Les nouveaux arrivants sont les étrangers résidant en Île-de-France au début 1999 qui n’y habitaient pas au 1er janvier 1990, année du recensement précédent. Les enfants nés entre ces deux dates sont considérés comme nouveaux arrivants si leurs parents le sont.
Les étrangers, nouveaux arrivants dans la région, choisissent Paris comme lieu de résidence dans une très forte proportion (34 %). Le même comportement s'observe chez les Français, mais dans une moindre mesure (29 %). Dans une deuxième étape, ce flux se répartit dans les autres départements de la région.
La baisse du nombre d’Africains du Maghreb (- 1,9 % par an) est due à une forte augmentation du taux d’acquisition de la nationalité française. Ainsi parmi les personnes d’origine tunisienne, près de la moitié étaient devenues françaises en 1999. D'autre part le flux d’arrivée en Île-de-France d’étrangers de nationalité maghrébine est resté assez important tout au long des années 1990, ainsi que l'indique le taux de nouveaux arrivants. Près de 18 % des Marocains résidant en Île-de-France en 1999 vivaient hors de la région au début des années quatre-vingt-dix.
La même remarque vaut pour les Européens du Sud. La baisse de leur nombre est due avant tout aux acquisitions de nationalité, et non à un tarissement du flux des nouveaux arrivants. Au contraire ces flux sont restés relativement importants tant pour les Italiens que pour les Portugais et les Espagnols.
À noter aussi l'importance du mouvement d'arrivées en provenance du "reste de l'Europe" (Europe de l'Est avant tout), ainsi que des différents pays d'Amérique et du "reste de l'Asie". L'Océanie est peu concernée puisqu'en 1999, on dénombrait en Île-de-France à peine mille personnes originaires de cette région du monde.
Pour les années qui suivent le recensement de 1999, les chiffres détaillés pour l'Île-de-France ne sont pas encore disponible début 2007. Mais les chiffres globaux pour la France publiés et analysés par l'INED indiquent que l'arrivée de nouveaux étrangers s'est considérablement amplifiée tout au long des années 1999-2004, et que 40 % du total des arrivées d'étrangers en métropole s'est dirigé vers la région d'Île-de-France (voir le détail et l'analyse de ces chiffres dans l'article concernant l'immigration familiale en France).

### Acquisition de la nationalité française parmi les immigrés
Les chiffres suivants fournis par l'INSEE se rapportent aux seuls immigrés (et non pas étrangers) ayant acquis la nationalité française et nous montre l'évolution de ces acquisitions entre les recensements de 1990 et 1999.
| Origine              | 1990                     | 1990                          | 1999                     | 1999                          |
| Origine              | Français par acquisition | proportion parmi les immigrés | Français par acquisition | proportion parmi les immigrés |
| -------------------- | ------------------------ | ----------------------------- | ------------------------ | ----------------------------- |
| Europe               | 175 914                  | 28,6                          | 157 712                  | 27,8                          |
| Europe des 15        | 119 348                  | 23,7                          | 103 776                  | 22,7                          |
| -- Portugal          | 27 413                   | 10,3                          | 31 669                   | 12,5                          |
| -- Italie            | 35 560                   | 45,4                          | 26 216                   | 42,0                          |
| -- Espagne           | 27 472                   | 34,9                          | 21 863                   | 36,1                          |
| Reste de l'Europe    | 56 566                   | 50,8                          | 53 936                   | 48,7                          |
| -- Ex-Yougoslavie    | 9 188                    | 25,4                          | 12 513                   | 33,1                          |
| -- Pologne           | 24 673                   | 64,4                          | 20 232                   | 62,2                          |
| Afrique              | 112 352                  | 18,7                          | 212 121                  | 30,1                          |
| Maghreb              | 77 182                   | 17,8                          | 136 218                  | 29,2                          |
| -- Algérie           | 17 604                   | 8,6                           | 47 758                   | 22,3                          |
| -- Maroc             | 25 698                   | 18,5                          | 48 777                   | 29,3                          |
| -- Tunisie           | 33 880                   | 38,5                          | 39 683                   | 46,0                          |
| Afrique hors Maghreb | 35 170                   | 20,8                          | 75 903                   | 31,8                          |
| -- Mali              | 1 581                    | 6,2                           | 4 198                    | 13,5                          |
| -- Sénégal           | 3 871                    | 16,5                          | 9 471                    | 32,0                          |
| Asie                 | 67 063                   | 30,7                          | 114 169                  | 42,3                          |
| -- Ex-Indochine      | 36 669                   | 45,2                          | 58 572                   | 70,7                          |
| -- Turquie           | 9 216                    | 20,8                          | 10 721                   | 21,4                          |
| Amérique et Océanie  | 11 511                   | 21,4                          | 21 541                   | 31,8                          |
| Total                | 366 840                  | 24,6                          | 505 543                  | 31,4                          |

Rappelons qu'à la mi-2004 les immigrés ayant acquis la nationalité française étaient au nombre de 717 000, soit un accroissement de 211 500 personnes en cinq ans et 6 mois, ou de 38 500 par an. De ce fait la proportion d'immigrés franciliens devenus Français était à cette date de 37,1 % (717 000 sur 1 905 000 immigrés).

### Les mariages
En 2004, on a enregistré 59.529 mariages en Île-de-France, dont :
- 40 304 entre deux conjoints français
- 4 028 entre conjoints étrangers
- 6 603 mariages mixtes entre époux français et épouse étrangère
- 8 594 mariages mixtes entre épouse française et époux étranger

Ventilation des mariages mixtes
|                     |                  | Total mariages mixtes | Nationalité du conjoint étranger | Nationalité du conjoint étranger | Nationalité du conjoint étranger | Nationalité du conjoint étranger |
| Italienne           | Espagnole        | Total mariages mixtes | Portugaise                       | Algérienne                       |                                  |                                  |
| ------------------- | ---------------- | --------------------- | -------------------------------- | -------------------------------- | -------------------------------- | -------------------------------- |
| Paris               | Époux français   | 1.738                 | 55                               | 23                               | 18                               | 149                              |
|                     | Épouse française | 1.868                 | 40                               | 28                               | 29                               | 429                              |
| Seine-et-Marne      | Époux français   | 463                   | 15                               | 7                                | 34                               | 51                               |
|                     | Épouse française | 624                   | 5                                | 8                                | 63                               | 157                              |
| Yvelines            | Époux français   | 531                   | 7                                | 9                                | 25                               | 53                               |
|                     | Épouse française | 674                   | 8                                | 12                               | 71                               | 134                              |
| Essonne             | Époux français   | 508                   | 3                                | 4                                | 45                               | 64                               |
|                     | Épouse française | 680                   | 8                                | 4                                | 57                               | 134                              |
| Hauts-de-Seine      | Époux français   | 1 075                 | 10                               | 15                               | 39                               | 120                              |
|                     | Épouse française | 1 141                 | 19                               | 11                               | 60                               | 274                              |
| Seine-Saint-Denis   | Époux français   | 1 025                 | 4                                | 5                                | 32                               | 240                              |
|                     | Épouse française | 1 792                 | 12                               | 14                               | 53                               | 569                              |
| Val-de-Marne        | Époux français   | 793                   | 7                                | 7                                | 28                               | 103                              |
|                     | Épouse française | 1.057                 | 8                                | 7                                | 61                               | 330                              |
| Val-d'Oise          | Époux français   | 470                   | 3                                | 5                                | 27                               | 58                               |
|                     | Épouse française | 758                   | 8                                | 6                                | 59                               | 167                              |
| Total Île-de-France | Époux français   | 6 603                 | 104                              | 75                               | 248                              | 858                              |
|                     | Épouse française | 8 594                 | 108                              | 90                               | 453                              | 2 194                            |

Source :.
On assiste ainsi à un important brassage des populations, puisque sur 23 253 conjoints étrangers impliqués dans ces mariages, 15 197 (soit près des deux tiers) l'étaient dans des mariages mixtes. Ces chiffres doivent cependant être interprétés avec précaution. Il y a en effet bien plus de mariages mixtes que le nombre affiché, à peu près la moitié d'entre eux ayant lieu à l'étranger, dans le pays du conjoint étranger. D'autre part, un grand nombre de mariages dits « mixtes » ne le sont nullement, car ils sont contractés entre un citoyen étranger et un Français naturalisé ou né en France et devenu Français, mais de la même origine que le conjoint étranger.
Le nombre de mariages mixtes et leur ventilation d'après les différentes communautés étrangères impliquées dans ces mariages, sont avec le nombre d'acquisitions de la nationalité française un des principaux indicateurs de l'intégration des diverses communautés étrangères. Dès lors, on ne peut que regretter que bien des données publiées par l'INSEE soient celles qu'il était certes intéressant de connaître dans les années 1970, mais qui sont devenues non significatives au XXIe siècle et sans utilité pour les démographes (les conjoints espagnols et italiens). Il eût été intéressant de connaître prioritairement le nombre de mariages mixtes avec des étrangers de Turquie, d'Afrique subsaharienne et surtout du Maroc. Mais nous devons malheureusement nous en passer au niveau régional du moins.
Notons cependant que 3 052 mariages mixtes algériens pour une population de plus ou moins 200 000 personnes en 2004, est un chiffre réellement fort élevé, représentant proportionnellement plus de 3 fois plus que la moyenne des mariages en métropole. Il est intéressant de comparer ce nombre avec celui des mariages mixtes franco-portugais, qui se monte à 701, pour une communauté portugaise 20 % moins nombreuse (plus ou moins) que la communauté algérienne.

## Longévité - Espérance de vie
L'espérance de vie en Île-de-France est assez nettement supérieure à celle du reste de la France. Ces dernières années elle augmente nettement plus chez les hommes que chez les femmes, les premiers rattrapant ainsi progressivement une partie de leur retard.
En années, l'espérance de vie à la naissance était la suivante en métropole et dans la région, :
|                       | 1990   | 1990   | 2001   | 2001   | 2002   | 2002   | 2004   | 2004 |
| Hommes                | Femmes | Hommes | Femmes | Hommes | Femmes | Hommes | Femmes |      |
| --------------------- | ------ | ------ | ------ | ------ | ------ | ------ | ------ | ---- |
| Île-de-France         | 73,7   | 81,3   | 77,1   | 83,4   | 77,5   | 83,5   | 78,4   | 84,5 |
| France métropolitaine | 72,9   | 81,0   | 75,5   | 82,8   | 75,8   | 82,9   | 76,8   | 83,7 |

## Religions
L'Île-de-France se caractérise par la diversité religieuse. Une étude CSA sur « les Français et leurs croyances » de mars 2003 donne les chiffres suivants pour l'Île-de-France: catholiques 52 %, musulmans 12 %, protestants 2 %, juifs 2 %, bouddhistes 2 % et autres religions 4 %. Les Franciliens n'ayant pas d'appartenance religieuse définie représentent 26 %.
L'Île-de-France est la région française ayant la plus forte proportion de musulmans ; une autre étude, donne le chiffre de 1 700 000 de musulmans, soit 15 % de la population totale. Selon France 3 Paris Ile-de-France, il y aurait près de 500 000 musulmans à Paris.

## Les logements vacants
Alors qu'en France, le nombre de logements vacants augmente au fil des recensements, il diminue depuis 1999 en Île-de-France, la forte demande n'étant pas compensée par le rythme des constructions. Pourtant, la seule ville de Paris a 120 000 demandes de logement en attente à la fin de l'année 2009, alors qu'il y avait en 2008 près de 111 000 logements vacants. L'insuffisance de la construction de logements sociaux et les prix élevés des logements expliquent ce paradoxe.
|               | Nombre de logements vacants | Nombre de logements vacants | Nombre de logements vacants | Nombre de logements vacants | Nombre de logements vacants |
| 1962          | 1975                        | 1990                        | 1999                        | 2008                        |                             |
| ------------- | --------------------------- | --------------------------- | --------------------------- | --------------------------- | --------------------------- |
| Île-de-France | 77 802                      | 285 110                     | 311 494                     | 409 491                     | 325 441                     |
| dont Paris    | 20 000                      | 90 475                      | 118 296                     | 136 554                     | 110 759                     |
| France        | 850 117                     | 1 623 525                   | 1 859 627                   | 1 989 758                   | 2 104 409                   |

Source : INSEE, recensements de la population de 1962, 1975, 1990, 1999 et 2008
D'après Le Nouvel Observateur, seuls 32 000 logements à Paris payent la taxe pour logement vacant alors que 136 000 logements sont vacants.

## Communes les plus peuplées d'Île-de-France
Sur les 125 communes françaises de plus de 50 000 habitants, 42 sont situées dans la région Île-de-France. Le tableau suivant liste les communes françaises d'Île-de-France de 50 000 habitants et plus en 2016 sur la base du décret no 2018-1328 du 28 décembre 2018 authentifiant les chiffres des populations des communes françaises. Les communes qui sont passées sous la barre des 50 000 habitants entre 1999 et 2016 ne figurent donc pas dans le tableau.
| Rang régional | Rang national | Commune               | Département       | 8 mars 1999 (PSDC) | 1er janvier 2006 | 1er janvier 2011 | 1er janvier 2016 |
| ------------- | ------------- | --------------------- | ----------------- | ------------------ | ---------------- | ---------------- | ---------------- |
| 01            | 1             | Paris                 | Paris             | 2 125 246          | 2 181 371        | +2 249 975,      | +2 190 327,      |
| 2             | 32            | Boulogne-Billancourt  | Hauts-de-Seine    | 0 106 367          | 0 110 251        | +0116 220,       | +0119 645,       |
| 3             | 36            | Saint-Denis           | Seine-Saint-Denis | 0 085 832          | 0 097 875        | +0107 762,       | +0111 354,       |
| 4             | 38            | Argenteuil            | Val-d'Oise        | 0 093 961          | 0 102 683        | +0104 282,       | +0110 468,       |
| 5             | 40            | Montreuil             | Seine-Saint-Denis | 0 090 674          | 0 101 587        | +0103 068,       | +0108 402,       |
| 6             | 45            | Nanterre              | Hauts-de-Seine    | 0 084 281          | 0 088 316        | +0089 476,       | +0094 258,       |
| 7             | 47            | Vitry-sur-Seine       | Val-de-Marne      | 0 078 908          | 0 082 902        | +0086 375,       | +0092 755,       |
| 8             | 48            | Créteil               | Val-de-Marne      | 0 082 154          | 0 088 939        | +0090 528,       | +0089 392,       |
| 9             | 51            | Aubervilliers         | Seine-Saint-Denis | 0 063 136          | 0 073 506        | +0075 598,       | +0086 061,       |
| 10            | 52            | Asnières-sur-Seine    | Hauts-de-Seine    | 0 075 837          | 0 082 351        | +0083 376,       | +0085 973,       |
| 11            | 53            | Colombes              | Hauts-de-Seine    | 0 076 757          | 0 082 026        | +0085 102,       | +0085 368,       |
| 12            | 54            | Versailles            | Yvelines          | 0 085 726          | 0 087 549        | +0086 307,       | +0085 346,       |
| 13            | 55            | Aulnay-sous-Bois      | Seine-Saint-Denis | 0 080 021          | 0 081 600        | +0081 880,       | +0084 662,       |
| 14            | 57            | Courbevoie            | Hauts-de-Seine    | 0 069 694          | 0 084 415        | +0088 530,       | +0081 720,       |
| 15            | 60            | Rueil-Malmaison       | Hauts-de-Seine    | 0 073 469          | 0 077 625        | +0079 855,       | +0078 195,       |
| 16            | 61            | Champigny-sur-Marne   | Val-de-Marne      | 0 074 237          | 0 074 863        | +0075 800,       | +0077 409,       |
| 17            | 67            | Saint-Maur-des-Fossés | Val-de-Marne      | 0 073 069          | 0 075 214        | +0074 818,       | +0074 893,       |
| 18            | 71            | Drancy                | Seine-Saint-Denis | 0 062 263          | 0 066 063        | +0066 635,       | +0070 269,       |
| 19            | 75            | Issy-les-Moulineaux   | Hauts-de-Seine    | 0 052 647          | 0 061 471        | +0065 326,       | +0068 395,       |
| 20            | 76            | Évry-Courcouronnes    | Essonne           | 0 063 391          | 0 067 060        | +0065 870,       | +0068 090,       |
| 21            | 77            | Noisy-le-Grand        | Seine-Saint-Denis | 0 058 217          | 0 061 341        | +0062 970,       | +0066 659,       |
| 22            | 81            | Cergy                 | Val-d'Oise        | 0 054 781          | 0 056 873        | +0058 341,       | +0063 820,       |
| 23            | 82            | Levallois-Perret      | Hauts-de-Seine    | 0 054 700          | 0 062 851        | +0064 629,       | +0063 462,       |
| 24            | 86            | Antony                | Hauts-de-Seine    | 0 059 855          | 0 060 552        | +0062 012,       | +0062 210,       |
| 25            | 88            | Clichy                | Hauts-de-Seine    | 0 050 179          | 0 057 162        | +0059 458,       | +0060 819,       |
| 26            | 89            | Ivry-sur-Seine        | Val-de-Marne      | 0 050 972          | 0 055 608        | +0058 185,       | +0060 771,       |
| 27            | 91            | Neuilly-sur-Seine     | Hauts-de-Seine    | 0 059 848          | 0 061 471        | +0061 797,       | +0060 580,       |
| 28            | 96            | Sarcelles             | Val-d'Oise        | 0 057 871          | 0 058 654        | +0058 398,       | +0057 781,       |
| 29            | 99            | Le Blanc-Mesnil       | Seine-Saint-Denis | 0 046 936          | 0 051 109        | +0051 916,       | +0055 987,       |
| 30            | 102           | Épinay-sur-Seine      | Seine-Saint-Denis | 0 046 409          | 0 051 598        | +0054 540,       | +0055 593,       |
| 31            | 103           | Villejuif             | Val-de-Marne      | 0 047 384          | 0 050 571        | +0055 923,       | +0055 487,       |
| 32            | 104           | Pantin                | Seine-Saint-Denis | 0 049 919          | 0 053 577        | +0053 797,       | +0055 342,       |
| 33            | 105           | Maisons-Alfort        | Val-de-Marne      | 0 051 103          | 0 053 233        | +0053 265,       | +0055 289,       |
| 34            | 107           | Meaux                 | Seine-et-Marne    | +0049 421,         | +0048 842,       | +0052 225,       | +0054 331,       |
| 35            | 109           | Chelles               | Seine-et-Marne    | 0 045 399          | 0 048 616        | +0052 817,       | +0054 196,       |
| 36            | 113           | Fontenay-sous-Bois    | Val-de-Marne      | 0 050 921          | 0 051 727        | +0052 723,       | +0053 424,       |
| 37            | 117           | Bondy                 | Seine-Saint-Denis | 0 046 826          | 0 053 311        | +0053 051,       | +0053 143,       |
| 38            | 119           | Sartrouville          | Yvelines          | 0 050 219          | 0 051 600        | +0051 747,       | +0052 648,       |
| 39            | 120           | Clamart               | Hauts-de-Seine    | 0 048 572          | 0 050 655        | +0052 731,       | +0052 528,       |
| 40            | 121           | Bobigny               | Seine-Saint-Denis | 0 044 079          | 0 047 806        | +0047 224,       | +0052 337,       |
| 41            | 122           | Corbeil-Essonnes      | Essonne           | 0 039 379          | 0 040 929        | +0044 223,       | +0051 049,       |
| 42            | 123           | Sevran                | Seine-Saint-Denis | 0 047 063          | 0 051 106        | +0050 053,       | +0050 629,       |

## Principales communes d'Île-de-France en nombre d'emplois
Emploi au lieu de travail au 1er janvier 2015.
| Commune              | Nombre d'emplois | Département       |
| -------------------- | ---------------- | ----------------- |
| Paris                | 1 790 583        | Paris             |
| Courbevoie           | 95 284           | Hauts-de-Seine    |
| Boulogne-Billancourt | 84 862           | Hauts-de-Seine    |
| Saint-Denis          | 84 576           | Seine-Saint-Denis |
| Nanterre             | 81 716           | Hauts-de-Seine    |
| Puteaux              | 78 301           | Hauts-de-Seine    |
| Roissy-en-France     | 76 516           | Val-d'Oise        |
| Levallois-Perret     | 55 309           | Hauts-de-Seine    |
| Montreuil            | 53 733           | Seine-Saint-Denis |
| Issy-les-Moulineaux  | 53 331           | Hauts-de-Seine    |
| Créteil              | 52 619           | Val-de-Marne      |
| Versailles           | 46 738           | Yvelines          |
| Neuilly-sur-Seine    | 45 570           | Hauts-de-Seine    |
| Rueil-Malmaison      | 43 412           | Hauts-de-Seine    |
| Gennevilliers        | 39 539           | Hauts-de-Seine    |
| Vélizy-Villacoublay  | 39 332           | Yvelines          |
| Clichy               | 36 661           | Hauts-de-Seine    |
| Saint-Ouen           | 35 709           | Seine-Saint-Denis |
| Évry                 | 34 523           | Essonne           |
| Guyancourt           | 33 321           | Yvelines          |
| Ivry-sur-Seine       | 32 731           | Val-de-Marne      |
| Cergy                | 31 846           | Val-d'Oise        |
| Colombes             | 31 538           | Hauts-de-Seine    |
| Argenteuil           | 31 275           | Val-d'Oise        |
| Aubervilliers        | 30 929           | Seine-Saint-Denis |